# Hyakka Ryōran Samurai Girls
Hyakka Ryōran Samurai Girls (百花繚乱 SAMURAI GIRLS?) es una novela ligera japonesa, escrita por Akira Suzuki e ilustrada por Niθ para conmemorar el 40 aniversario de Hobby Japan. La serie tiene lugar en una versión alternativa de Japón llamada Gran Japón (大日本国 Dai Nippon-koku?), donde el shogunato Tokugawa se mantuvo activo y se ha mantenido aislado del resto del mundo. La historia sigue a Muneakira Yagyu, un joven que asiste a la Buou Academy (武應学園塾 Buō Gakuen-juku?), la cual es una academia gigante situada en la base del Monte Fuji, donde las personas entrenan para ser guerreros samurái. Su vida da un repentino giro cuando conoce a Jubei Yagyu, una misteriosa chica que cayó del cielo desnuda que más tarde se convierte en su primera "Maestro Samurai" después de besarla.
El primer volumen de Samurai Girls fue publicado por Hobby Japan el 1 de marzo de 2009 en la revista HJ Bunko, hasta el 28 de diciembre de 2010, siete volúmenes han sido puestos en libertad. Un manga spin-off llamado Hyakka Ryōran: Sengoku Maidens (～百花繚乱～戦国乙女 ~Hyakka Ryōran~ Sengoku Otome?), ilustrado por Yura Shinano, comenzó a serializarse en Dengeki Daioh y el primer volumen tankōbon fue lanzado el 28 de diciembre de 2009 por ASCII Media Works en la revista Dengeki Comics, hasta el 27 de octubre de 2010, dos volúmenes han sido publicados. Una adaptación al anime de 12 episodios fue producido por ARMS entre octubre y diciembre de 2010 en Chiba TV y otras cadenas. El anime está licenciado en Norteamérica por Sentai Filmworks, y en Australia y Nueva Zelanda por Madman Entertainment. En el Anime Expo de 2010, Hobby Japan anunció que está planeando lanzar las novelas ligeras en Norteamérica en un futuro.
Se anunció y estrenó una segunda temporada.
La serie se basa en el periodo Sengoku o a principios del periodo Edo de Japón, a pesar de que se desarrolla en el tiempo actual.

## Personajes

### Protagonistas
Muneakira Yagyu (柳生 宗朗 Yagyū Muneakira?)
 Seiyū: Daisuke Hirakawa
Es el protagonista de la serie y un amigo de infancia de Sen. Él tiene un poder hasta ahora desconocido que crea a un Maestro Samurai, esto cuando besó a una chica desnuda que cayó del cielo.
Jubei Yagyu (柳生 十兵衛 三厳 Yagyū Jūbee Mitsuyoshi?)
 Seiyū: Aoi Yūki
La primera Maestro Samurai de Muneakira, con la marca Contractual en el pecho. Ella también tiene un nivel de potencia de cinco millones cuando se transforma, según esto dicho por Hattori y lleva los ojos de color ámbar, pero en este estado ha mostrado un lado sádico, sin embargo, es un guerrero honorable que da respeto a los que lo han ganado. En su forma normal, ella no tiene recuerdos de su vida anterior y tiene una obsesión con Muneakira, a quien se refiere como "onii-chan" (hermano mayor), debido al hecho de que comparten el mismo apellido. Ella tiene una personalidad inocente, y actúa muy parecido a la de una niña, que se ve reforzada al hecho de que ella se refiere a sí misma en tercera persona. Su arma es un daisho, con una katana de un color raro. Su frase de transformación es desconocido, en lugar se transforma cada vez que besa Muneakira. Sin embargo, para la duración de su transformación Muneakira está obligado a moverse por las cadenas que se liberan en la transformación. En la 2.ª temporada descubre un poder que podría acabar con las "dark samurais" y la misma Amakusa, su apariencia está compuesta por su cabello que se vuelve blanco, le aparece unas orejas de zorro, una pieza metálica en su espalda que podrían ser alas, hombreras grandes, y un rastreador en su ojo izquierdo.
En los últimos episodios del anime, se revela que el estado de Maestro Samurai de Jubei es su verdadero ser, su personalidad actual está siendo creado por un contrato incompleto (similar a Moka Akashiya de Rosario + Vampire, en la que tiene dos personalidades: una exterior y una interior). Su yo interior de Jubei también advierte que si le da un beso más a Muneakira el contrato ase completara esto a costa de su personalidad actual. En su batalla final contra Gisen, muere al sacrificarse así misma, aunque al final al parecer vuelve a renacer bajando nuevamente desde el cielo y besando a Muneakira mientras que las demás salen a su encuentro.
Yukimura Sanada ((真田 幸村 Sanada Yukimura?)
 Seiyū: Rie Kugimiya
Una estudiante de 15 años de edad, de secundaria y miembro de la facción Toyotomi. Ella es la segunda Maestro Samurái de Muneakira, con la marca de la sabiduría en su glúteo izquierdo. Sus armas son un par de grandes abanicos donde es capaz de manipular el viento y también se pueden utilizar para bloquear los ataques enemigos. Sin embargo, ella no ha mostrado ningún tipo de control sobre sus poderes cuando está en su estado de Maestro Samurái, aunque mejora a medida que progresa la serie. Ella también parece tener sentimientos por Muneakira. Su frase de transformación es "Fushaku Shinmyo", que significa "auto-sacrificio de dedicación". Jubei le pone el apodo de  "Yukki" (ゆっきー Yukkī?).
Matabei Goto (後藤 又兵衛 Gotō Matabei?)
 Seiyū: Yū Kobayashi
Es la guardaespaldas de Yukimura. Su arma es un Yari. Ella parece tener una debilidad por los baños calientes. Jubei la llama "Beta-san" (べーたさん?). En la segunda temporada se vuelve una maestra samurái para servir mejor a yukimura.
Kanetsugu Naoe (直江 兼続 Naoe Kanetsugu?)
 Seiyū: Aki Toyosaki
Kanetsugu es la autoproclamada "guerrera del amor" y una amiga de infancia de Yukimura. Ella fue humillada totalmente por Yukimura cuando era joven y aún tiene un resentimiento contra ella, y fue enviado por el hermano de Sen Yoshihiko para espiar a las acciones de Sen y Yukimura. Su forma de hablar es notable por utilizar el Keigo. Su arma es un martillo decorado capaz de golpear las puertas pesadas y crear fisuras cuando se dejaba caer al suelo. En la segunda temporada se vuelve la quinta maestra samurái después de sasuke la mona mascota de Yukimura. Jubei le da el nombre de "Gutsugutsu-San" (ぐつぐつ聖人?), "Guu-chan" (ぐっちゃん?), y "Gutchorinado" (ぐっちょりなど?)).
Sen Tokugawa (徳川 千 Tokugawa Sen?)
 Seiyū: Minako Kotobuki
Es la amiga de infancia de Muneakira y la hija mayor del shogunato Tokugawa. Ella parece tener sentimientos hacia Muneakira, y actúa muy parecido a una tsundere frente a él. Ella es una princesa mimada autoproclamada y siempre trata de salirse con la suya con respecto a cualquier decisión que ella quiere hacer. Ella se pone muy celosa cuando cualquier chica trata de acercarse a Muneakira, y en general actúa sobre los celos, estallando en cólera. Más tarde, ella revela sus verdaderos sentimientos a Muneakira y lo besa, convirtiéndose así en su tercer Maestro Samurái. Su arma es una naginata decorada como una cuchilla y su frase de transformación es "Tenga Ryūrei", que significa "elegante y belleza". Los ataques de Sen generalmente se basan en torno a los truenos o rayos.
Hanzo Hattori (服部 半蔵 美成 Hattori Hanzō Yoshinari?)
 Seiyū: Saori Gotō
Sierva de Sen y el jefe de la policía del consejo estudiantil, viste un traje de sirvienta. Se dio a entender que ella tiene sentimientos profundos hacia Sen y tiene un sentimiento masoquista por sus abusos. Su arma es una lanza de doble filo que se puede dividir en dos katanas individuales y puede disparar una serie de shurikens, kunais, o cualquier arma que pueda arrojar desde debajo de su falda. Sus lentes le permiten Detectar el Nivel de un individuo con respecto a su poder, de manera similar a los Saiyans de la serie Dragon Ball. En la segunda temporada se vuelve una maestra samurái.
Sasuke Sarutobi (さるとび さすけ Sarutobi Sasuke?)
 Seiyū: desconocido
Es la mascota de Yukimura antes a muneakira y la única que la puede entender lo que dice es Jubei al principio no con Kanetsugu pero gracias al poder de Muneakira de convertir en Maestros Samuráis para salvar a Kanetsugu ayudándola a convertirse en Maestro Samurái para derrotar a La Samurái Oscuro y termina haciéndose a amiga de Kanetsugu, Jubei lo llama "Sacchin" (さっちん?).

### Antagonistas
Yoshihiko Tokugawa (徳川 慶彦 Tokugawa Yoshihiko?)
 Seiyū: Takahiro Sakurai
Es el hermano mayor de Sen, presidente del consejo estudiantil y cabeza del shogunato Tokugawa. Él cree que está haciendo lo mejor para su país, mientras que en realidad él es un tirano despiadado con una tendencia a usar y tirar personas, entre ellas su propia hermana. Yoshihiko tuvo una breve relación con Charles d'Artanian hasta que la usó en uno de sus experimentos para crear a un Maestro Samurái por medios artificiales. Él también ha utilizado otras chicas en sus experimentos, con el fin de crear un ejército de Maestros Samuráis, ya que la cantidad de Maestro Samurái es muy poca.
En el anime, tras darse cuenta de sus sentimientos por d'Artanian después de que ella se sacrifica para salvarlo, la revive al hacer un contrato de maestro samurái con ella y más tarde se une a Muneakira para derrotar Gisen.
Gisen Yagyu (柳生 義仙 Yagyū Gisen?)
 Seiyū: Kaoru Mizuhara
Gisen es una chica que lleva consigo un parche en su ojo derecho, ella cae desde el cielo desnuda en los brazos de Muneakira. Ella era inicialmente amistosa, pero se revela que es muy perversa, cuando persigue de Muneakira (a quien se refiere como "Maestro"), con ganas de "meter en" partes de su cuerpo (lo que implica las relaciones sexuales), en donde piensa que la relación entre un general y un samurái es similar a la de un maestro y su esclavo. Jubei le da el apodo de Gisen es "Gittan", y ella se refiere a Jubei como su "onee-sama" (hermana mayor).
Más tarde se revela que ella es un Maestro Samurái con la intención de revivir a Amakusa Shirō, su general, y secuestra a Muneakira poniéndolo bajo su control hasta que fue liberado por los esfuerzos de sus maestros samuráis. Su verdadera personalidad se revela también en toda la historia, se muestra como una persona muy sádica que no se detendrá ante nada para asegurar la recuperación en general, incluso trató de usar el cuerpo de Jubei para impulsar el proceso de resurrección. Su frase de transformación es "Inka Ryōran", que significa "flor en flor Profundamente indecente", y sus ataques giran en torno al hielo. El ojo derecho Gisen puede controlar y manipular las mente de las personas, y que lleva consigo una espada que se puede convertir en un arma algo parecido a unas tijeras.
Charles d'Artanian (シャルル・ド・ダルタニアン Sharuru do Darutanian?)
 Seiyū: Ami Koshimizu
Apodada Nia (ニア?) por Yoshihiko, d'Artanian es una mujer alta y rubia de Francia, que se transfiere a Buou Academia. Conoció a Yoshihiko cuando ella estaba haciendo origamis, y desarrolló una relación romántica con él. Sin embargo, ella fue traicionada cuando Yoshihiko la usó como un objeto de prueba para crear un Maestro Samurái por medios artificiales. A pesar de todo lo que ha sucedido, ella todavía tiene sentimientos hacia Yoshihiko, lo cual se demuestra en el anime cuando ella muere protegiendo Yoshihiko de algunos escombros cayendo mientras mantiene el origami que le dio Yoshihiko en el pasado. Fue revivida después por Yoshihiko, al darse cuenta de sus verdaderos sentimientos, y se convierte en un verdadero Maestro Samurái con la marca concentural en su mano izquierda.
Los poderes de Artanian's como Maestro Samarai le permite canalizar los distintos elementos al decir "cambio de modo" a la vez diciendo el elemento requerido. Sin embargo, debido a que sus poderes de maestro samurái fueron creados artificialmente, su cuerpo sufre una gran presión al utilizar sus poderes. Además, su aura se diferencia a los otros Maestros Samurái, ya que su color violeta es diferente al color estándar que es negro. Ella utiliza unas espadas gemelas como arma, para crear ataques elementales, al parecer es derrotada en el episodio 1 de la segunda temporada.

## Media

### Novela ligera
El primer volumen de Samurái Girls fue puesto en libertad el 28 de febrero de 2010 por Hobby Japan, hasta el 28 de diciembre de 2010, siete volúmenes han sido puestos en libertad en la revista HJ Bunko. Hobby Japan ha anunciado en la Anime Expo 2010 que se dará a conocer sobre las novelas ligeras para Norteamérica, junto con Queen's Blade y el juego Queen's Blade Rebellion en un futuro, esto en un esfuerzo por ampliar su negocio. Ellos han declarado que dará a conocer sobre la serie digital en la tienda Apple iBook y tienda de Amazon Kindle antes de liberarlos en la impresión, que a su vez incluyen figuras de los personajes.

### Manga
Unas adaptación al manga ilustrado por Churuwo Kazahana comenzó a serializarse en línea en Hobby Japan's sitio web de Hobby Channel. El primer capítulo fue publicado el 1 de junio de 2010, con cinco capítulos disponibles en la actualidad al 25 de enero de 2011. Un manga spin-off llamado Hyakka Ryōran: Sengoku Maidens (～百花繚乱～戦国乙女 ~Hyakka Ryōran~ Sengoku Otome?), ilustrado por Yura Shinano, comenzó la serialización en Dengeki Daioh y el primer volumen tankōbon lanzado el 28 de diciembre de 2009 por ASCII Media Works en la revista Dengeki Comics, actualmente tiene dos volúmenes liberados.

### Anime
Una adaptación a serie de anime producida por el estudio ARMS fue anunciado en el cuarto volumen de la novela ligera. El anime, estuvo dirigida por KOBUN, fue compuesta por Ryunosuke Kingetsu, la música a cargo de Tatsuya Kato, y producido por Hisato Usui, Sekine Ryuji, Shinsaku Tanaka, Takuro y Hatakeyama. El diseño de personajes fueron hechos por Tsutomu Miyazawa, y la narración hecha por Fumihiko Tachiki. La serie duró doce episodios entre el 3 de octubre y 19 de diciembre de 2010 en Chiba TV y TV Kanagawa, con emisiones posteriores en TV Saitama, Tokyo MX, TV Aichi, Sun Television,y AT-X. El anime está licenciado en Norteamérica por Sentai Filmworks, con transmisiones simultáneas proporcionadas por Anime Network en su portal de vídeo, y en Australia y Nueva Zelanda por Madman Entertainment. El opening de la serie es  "Last vision for last" interpretado Faylan, y el ending es "Koi ni Sesse Tooryanse" (恋にせっせ通りゃんせ?) interpretado por Aoi Yūki, Minako Kotobuki,y Rie Kugimiya, seiyus de Jubei Yagyu, Sen Tokugawa, y Yukimura Sanada, respectivamente.
Seis Ovas vendrán en cada volumen DVD y Blu-ray, cada uno con dos episodios, los cuales serán liberados entre el 25 de noviembre de 2010 y el 27 de abril de 2011. Cada BD / DVD contendrá una serie de seis partes de la OVA llamada Hyakka Ryōran Samurai Girls: A Maiden's Happy Yet Embarrassing Pledge (百花繚乱 サムライガールズ 〜乙女♥嬉し恥ずかし将士の契り〜 Hyakka Ryōran Samurai Gāruzu ~Otome Ureshi Hazukashi Shōshi no Chigiri~?), junto con una banda sonora mejorada 4-koma de Churuwo Kazahana.
Una segunda temporada ha sido confirmada con las notas de la portada de la 12 Edición de la Novela su lanzamiento será en abril de 2013.